# Rakousko na Zimních olympijských hrách 2018
Rakousko na Zimních olympijských hrách 2018 reprezentuje 105 (65 mužů a 40 žen) v 12 sportech.

## Medailisté
| Medaile | Jméno | Sport              | Disciplína                       | Datum     |
| ------- | --- | ------------------ | -------------------------------- | --------- |
| Zlato   | David Gleirscher                                                                                              | Saně               | Muži jednotlivci                 | 11. února |
| Zlato   | Marcel Hirscher                                                                                               | Alpské lyžování    | Muži superkombinace              | 13. února |
| Zlato   | Matthias Mayer                                                                                                | Alpské lyžování    | Muži super-G                     | 16. února |
| Zlato   | Marcel Hirscher                                                                                               | Alpské lyžování    | Muži obří slalom                 | 18. února |
| Zlato   | Anna Gasserová                                                                                                | Snowboarding       | Ženy big air                     | 22. února |
| Stříbro | Peter Penz Georg Fischler                                                                                     | Saně               | Muži dvojice                     | 14. února |
| Stříbro | Anna Veithová                                                                                                 | Alpské lyžování    | Ženy super-G                     | 17. února |
| Stříbro | Stephanie Brunnerová Manuel Feller Katharina Gallhuberová Katharina Liensbergerová Michael Matt Marco Schwarz | Alpské lyžování    | Smíšená družstva                 |           |
| Bronz   | Lukas Klapfer                                                                                                 | Severská kombinace | Jednotlivci střední můstek/10 km | 14. února |
| Bronz   | Dominik Landertinger                                                                                          | Biatlon            | Muži vytrvalostní závod          | 15. února |
| Bronz   | Madeleine Egleová David Gleirscher Peter Penz Georg Fischler                                                  | Saně               | Týmová štafeta                   | 15. února |
| Bronz   | Katharina Gallhuberová                                                                                        | Alpské lyžování    | Ženy slalom                      | 16. února |
| Bronz   | Michael Matt                                                                                                  | Alpské lyžování    | Muži slalom                      |           |
| Bronz   | Wilhelm Denifl Lukas Klapfer Bernhard Gruber Mario Seidl                                                      | Severská kombinace | Družstvo mužů                    |           |